# Université du Ningxia
L'université du Ningxia (chinois : 宁夏大学 ; pinyin : níngxià dàxué) est une université située à Yinchuan, capitale de la région autonome hui du Ningxia, au Nord de la république populaire de Chine, fondée en septembre 1958.

## Histoire
L'université du Ningxia est fondée en septembre 1958.
En 1970 et 1971, l'institut de médecine du Ningxia (宁夏医学院) et l'institut d'agriculture (宁夏农学院) sont intégrés dans l'université du Ningxia.
le 26 décembre 1997, l'université du Ningxia et l'institut d’ingénierie du Ningxia (宁夏工学院) et l'école normale supérieure professionnelle de Yinchuan  (银川高等师范专科学校, comprenant l'école supérieure d'éducation du Ninxia, （含宁夏教育学院)) s'unissent avec l'université du Ningxia.
En novembre 2001, le ministère de l'Éducation consent à ce que l'université du Ningxia et l'institut d'agriculture fusionnent pour former la nouvelle université du Ningxia. Le 26 février 2002, l'université est cotée en Bourse.